# Orotelli
Orotelli – miejscowość i gmina we Włoszech, w regionie Sardynia, w prowincji Nuoro. Graniczy z Benetutti, Bono, Bottidda, Illorai, Oniferi i Orani.
Według danych na rok 2004 gminę zamieszkiwało 2308 osób, 37,8 os./km².